# Esteban Rodriguez de Figueroa
Esteban Rodriguez de Figueroa was een Spaanse conquistador. Hij verdiende een fortuin in de dertig jaar die hij actief was in de Filipijnen

## Biografie
Esteban Rodriguez de Figueroa werd geboren in Afrika en was van Portugese afkomst en kwam in zijn jeugd in Nieuw-Spanje terecht. Hij kwam in 1565 naar de Filipijnen met de expeditie van Miguel López de Legazpi en zou de archipel niet meer verlaten. Rodriguez was de eerste stuurman van de San Pedro, het vlaggenschip van Legapzi. 
Rodriguez onderscheidde zich bij diverse gelegenheden waaronder gevechten in 1575 onder leiding van Juan de Salcedo tegen Limahong. Hij werd daarop gepromoveerd tot kapitein en kreeg leiding over Panay en Camarines. Een jaar later veroverde hij Borneo voor de Spanjaarden en weer later vierde hij succes op de Sulu-eilanden en de Calamianes-eilanden.
Esteban Rodriguez de Figueroa kreeg in 1591 van een voorstel die ervoor zou moeten zorgen dat ook het zuidelijk gelegen Mindanao en omliggende eilanden ook onder controle van de Spanjaarden zou komen. Wanneer Rodriguez er in zou slagen om het gebied of een deel ervan te veroveren zou hij er worden aangesteld als gouverneur. Bovendien werden hem grote landerijen in het vooruitzicht gesteld bij een succesvolle campagne. De goedkeuring door de Spaanse koning van het voorstel van Dasmariñas ontving Rodriguez uiteindelijk in 1595. 
De veroveringscampagne van Rodriguez in april 1596 eindigde in een deceptie en leidde tot diens dood. Met het fortuin dat Rodriguez had verdiend in zijn jaren in de Filipijnen werd het Colegio de San Juan de Letran gesticht.